# Jan Wiegers
Jan Wiegers'  (Kommerzijl, 31 de julho de 1893 – Amsterdam, 30 de novembro de 1959) foi um pintor holandês, adscrito ao expressionismo.
Estudou na Academia Minerva de Groninga, assim como em Roterdão e Haia. Em 1917 fez-se membro do grupo de artistas De Ploeg ("A carreta"), próximos a Die Brücke mas com tendência à abstração.
Durante uma estadia em Davos, Suíça, em 1920, travou amizade com o artista alemão Ernst Ludwig Kirchner, do qual receberia uma grande influência. Em 1934 mudou-se para Amsterdão, onde em 1953 foi designado professor da Academia Nacional (Rijksacademie).